# Corrie Hermannprijs
De Corrie Hermannprijs is een prijs van de Vereniging van Nederlandse Vrouwelijke Artsen (VNVA) voor vrouwelijke artsen die een belangrijke bijdragen leveren aan de realisering van de doelstellingen van de vereniging. Daarbij gaat het om:  
- versterking van de positie van de vrouwelijke arts in de medische professie
- bestrijding van discriminatie op grond van geslacht (met name binnen de gezondheidszorg)
- stimulering van wetenschappelijk onderzoek op het gebied van vrouwen en gezondheidszorg[1]

De prijs is genoemd naar Corrie Hermann die voorzitter van de VNVA was van 1975 tot 1981 en wordt uitgereikt tijdens het jaarlijkse symposium van de vereniging. 

## Winnaressen
- 2024 - Dr. M. T. M. Kummeling, uroloog  2021 - Prof. Dr. A. (Antoinette) Maassen van den Brink, onderzoeker
- 2019 - Dr L.E. (Loes) Visser, epidemioloog, ziekenhuisapotheker
- 2017 - C.J. (Janneke) van der Woude[2]
- 2016 - geen uitreiking wegens het verplaatsen van het symposium.
- 2015 - Dr. Jeanine Roeters van Lennep, internist
- 2014 - Prof. Dr. Elsken van der Wall, internist-oncoloog
- 2013 - Hedwig M.M. Vos, huisarts
- 2012 - Prof. Dr. Barbara Mulder, cardioloog
- 2011 - Prof. Dr. Gemma Kenter, gynaecoloog
- 2010 - Dr. Angela Maas, cardioloog
- 2009 - Dr. Sylvie Lo Fo Wong, huisarts
- 2008 - Prof. Dr. Annemiek Richters, hoogleraar Cultuur, Gezondheid en Ziekte
- 2007 - Prof. Dr. Didi Braat, hoogleraar Verloskunde & Gynaecologie
- 2006 - Dr. Maria van den Muijsenbergh, huisarts
- 2005 - Lieve Christiaens[3], gynaecoloog
- 2004 - Elise Knoppert-van der Klein en Pieternel Kölling[4], beide psychiater
- 2003 - Dr. Sylvia Dermout, gynaecoloog
- 2002 - Prof. Dr. Bertien Collette, emeritus hoogleraar epidemiologie aan de Universiteit van Utrecht
- 2000 - Janny Dekker, huisarts